# 人民團結—不服從左翼
人民團結—不服從左翼（希臘語：Λαϊκή Ενότητα - Ανυπότακτη Αριστερά，缩写为）是希臘的一个左翼政黨。2015年8月21日，25名不滿希臘總理阿列克西斯·齊普拉斯處理希臘國債危機手法的激進左翼聯盟成員脫黨建立人民团结。该党成立後，即時成為希腊议会第三大黨。
人民團結的領袖包括前能源部長帕纳约蒂斯·拉法扎尼斯，同時在2015年7月退黨的社会保障與福利部长揚尼斯·烏魯齊斯及國防部副部長科斯塔斯·伊西科斯也加入了人民團結。
2022年10月，该党改用现名。

## 组成
人民团结主要由一些来自于激进左翼联盟的政治派系组成，但也有一些政治派系来自于争取颠覆反资本主义左翼合作。该党现有以下政治派系：
- 左翼纲领
- B方案
- 左翼反资本主义团体
- 共产主义革新
- 自治革命政治运动
- 反资本主义政治团体
- 行动公民

## 发展历程
在2015年9月希臘大選中，該黨得票率未达到3%的选举门槛，无法取得任何议会席位。从2016年开始，该政党支持率不断下滑，部分成员选择离开组建新政党。2019年，民主社会运动退出人民团结。2020年，左翼重组和国际主义工人左翼也相继退出。